# Krymčáci
Krymčáci (krymčácky кърымчах – qrımçax) jsou etnicko-náboženskou skupinou z Krymu, jež má svůj původ v židech, kteří přijali za svůj jazyk krymskou tatarštinu a upravili si ji ve svůj jazyk, který obsahuje řadu výpůjček z hebrejštiny a aramejštiny.
Na přelomu druhého a třetího tisíciletí bylo Krymčáků jen několik tisíc a jejich jazyk byl na hranici zániku. Ve dvacátém století jim nepřála ani ruská občanská válka, která probíhala i na Krymu, ani hladomory v období mezi světovými válkami. Nacistické Německo při okupaci Krymu zabilo zhruba šest tisíc Krymčáků a po válce byla řada z přeživších vystěhována z Krymu spolu s Krymskými Tatary do nitra Sovětského svazu.